# الكويت في الألعاب الآسيوية 2018
كان من المفترض أن يشارك الرياضيون كمستقلين ضمن مجموعة «الرياضيون الآسيويون المستقلون»، كبديل عن مجموعة «الرياضيون الأولمبيون المستقلون» لكن سمح للكويتيين بالتنافس تحت علم بلدهم قبل يومين فقط من افتتاح دورة الألعاب الآسيوية 2018 التي أقيمت في جاكارتا وفلمبان في إندونيسيا من 18 آب (أغسطس) حتى 2 أيلول (سبتمبر) 2018.